# Liste der assyrischen Provinzen

Die Liste der assyrischen Provinzen führt die neuassyrischen Provinzen auf. Nicht überall ist die genaue Lokalisierung gesichert. Wenn möglich, wird das Datum der Eroberung angegeben. Das grundlegende Werk zum Thema stammt von Emil Forrer. Es wurde 1993 auf einer Konferenz an der Universität von Rom einer kritischen Revision unterworfen. Die neueste Zusammenstellung hat 2006 Karen Radner vorgenommen.
Das assyrische Wort für Provinz ist pāḫutu. Forrer nimmt an, dass dieses, zusammen mit bēl pāḫete / bēl pāḫiti unter Tukulti-apil-Ešarra III. aus dem Babylonischen übernommen wurde. Neueren Forschungen zufolge scheint es jedoch älter zu sein.
Adad-nīrārī III. revidierte das System der Provinzen und führte kleinere Einheiten ein. Provinzen wurden durch einen assyrischen Gouverneur (šaknu) und dessen Stellvertreter (šaniu, wörtlich „Zweiter“) verwaltet. Weitere wichtige Beamte waren die offiziellen Schreiber, der Verwalter der Fronarbeit (urase) und natürlich die örtlichen Militärkommandeure. Dem Gouverneur unterstanden die Stadtverwalter (ḫazannu) und, auf der untersten Ebene, die Vorsteher einzelner Dörfer (rab ālāni). Die Provinzen waren der Reihe nach für den Unterhalt des Aššurtempels in Assur zuständig, sie schicken Lebensmittel und andere Geschenke. Dieses System ist seit Tukulti-apil-Ešarra I. (1105–1077) bis zum Ende des assyrischen Reiches nachzuweisen. Die Versorgungslisten des Assurtempels unter Tukulti-apil-Ešarra I. sind demnach eine wichtige Quelle für die Verwaltungsstruktur des assyrischen Reiches im 11. Jahrhundert.
Als erste Stufe der Eroberung wurden Länder tributpflichtig gemacht, sie hatten den Status von Vasallen. Im Falle einer Rebellion kam es zu einer Strafexpedition, der entsprechende Herrscher wurde getötet und zumindest ein Teil der Bevölkerung deportiert, und das Reich wurde zu einer Provinz (pāḫutu) gemacht. Die Formel lautete: Ich machte das Land xy (wieder) zu einem Teil des Landes Assur. „Zu dem Lande Assur fügte ich Land hinzu, zu seinen Leuten fügte ich Leute hinzu.“ Die ersten Provinzen westlich des Euphrat, jenseits des assyrischen Kernlandes, wurden unter Tukulti-apil-Ešarra III. eingerichtet.

## Provinzen des mittelassyrischen Reichs
Das assyrische Wort für Provinz (pāḫutu) findet sich in dieser Bedeutung ab der Zeit Aššur-uballit I. Da die Beleglage für die Eroberung Hanigalbats (Mittanis) und anderer Gebiete unter Adad-nirari I. und Šulmanu-ašared I. im Bezug auf die Einrichtung von Provinz nicht ausreichend ist, kann nicht genau gesagt werden, wann eine bestimmte Provinz eingerichtet wurde. Daher sind die durch Eponyme datierten Texte mit der Nennung von Gouverneuren und die Stelen der assyrischen Beamten die besten Quellen für Gouverneure und deren Provinzen. Mit dem Aufkommen der Abgabenlisten des Aššurtempels in Aššur (ginā'u), das wohl ab Tukulti-Ninurta I. anzusetzen ist, können Aufzählungen von Provinzen erfasst werden. Für das Jahr 1077 v. Chr. – während der Herrschaft Tukulti-apil-Ešarra I. – lassen sich 27 Provinzen nachweisen.
Alle nicht referenzierten Angaben der Tabelle sind bei Jakob und Radner zu finden.
| Provinz             | Lage | Gouverneur                         | König                                           | Bemerkungen                                                                     |
| ------------------- | --- | ---------------------------------- | ----------------------------------------------- | ------------------------------------------------------------------------------- |
| Abilāte             | | Bēl-šarra-uṣur                     | Šulmanu-ašared I.                               |                                                                                 |
|                     | | Uṣur-Bēl-šarra                     | Šulmanu-ašared I.                               |                                                                                 |
| Addariq             | |                                    |                                                 | 1077                                                                            |
| Aḫurra              | | Ninurtīja                          | Aššur-dan I.                                    |                                                                                 |
| Amasakku            | Zwischen al-Hasaka und Ras al-Ain.                                                                               | Name abgebrochen                   | Šulmanu-ašared I.                               | 1077                                                                            |
|                     | | Lā-qēpu                            | Tukulti-apil-Ešarra I.                          |                                                                                 |
| Amīmu               | | Name abgebrochen                   | Tukulti-Ninurta I.                              |                                                                                 |
| Apqu                | Tell Abu Mariah und Umgebung                                                                                     |                                    |                                                 | 1077                                                                            |
| Arba'il             | Erbil und Umgebung                                                                                               | Berê                               | Aššur-reš-iši I.                                | 1077                                                                            |
| Aššukanni           | Tell Fecheriye und Umgebung                                                                                      | ...-uballiṭ                        | ca. Tukulti-apil-Ešarra I.                      | Der alternative Name dieser Provinz ist die Untere Provinz (pāḫutu šaplītu).    |
| Aššur               | Umland Aššurs | Aššur-šuma-lēšir                   | Šulmanu-ašared I.                               | 1077; inwiefern sie von der Provinz Libbi-āle abzugrenzen ist, bleibt unklar.   |
|                     | | Aššur-bēl-ilāne                    | Tukulti-Ninurta I.                              |                                                                                 |
|                     | | Urad-Kūbe                          | Tukulti-Ninurta I. und Nachfolger               |                                                                                 |
|                     | | Erīb-Aššur                         | ca. Ninurta-apil-ekur                           |                                                                                 |
|                     | | Pišīja                             | Ninurta-apil-ekur / Aššur-dan I.                |                                                                                 |
|                     | | Bēr-abī-uṣur                       | Aššur-dan I.                                    |                                                                                 |
|                     | | Aššur-šuma-aṣbat                   | Aššur-reš-iši I.                                |                                                                                 |
|                     | | Rīš-Aššur                          | ca. Aššur-reš-iši I.                            |                                                                                 |
|                     | | Aššur-kettī-šēṣi                   | Tukulti-apil-Ešarra I.                          |                                                                                 |
|                     | | Zaḫūtu                             | Tukulti-apil-Ešarra I.                          |                                                                                 |
|                     | | Šulmānu-šuma-iqīš                  | König unklar                                    |                                                                                 |
|                     | | Ittabši-dēn-Aššur                  | König unklar                                    |                                                                                 |
| Burallu             | möglicherweise am Ḫābūr                                                                                          | Name abgebrochen                   | ca. Aššur-dan I.                                |                                                                                 |
| Dūr-Katlimmu        | Tell Schech Hamad und Umgebung                                                                                   | Katmuḫḫāju                         | Šulmanu-ašared I. / Tukulti-Ninurta I.          | Möglicherweise Sitz des Königs von Hanigalbat und Großwesirs (sukkallu rabi'u). |
|                     | | Eṭir-Marduk                        | Tukulti-Ninurta I.                              |                                                                                 |
| Habriuri            | | Aššur-murabbi                      | ca. Aššur-reš-iši I. bis Tukulti-apil-Ešarra I. |                                                                                 |
| Habri'ūtu           | | Aššur-išmânni                      | Tukulti-apil-Ešarra I.                          |                                                                                 |
| Halaḫḫu             | Tall al-'Abbasiya, wohl in der Nähe des späteren Dur-Šarrukin                                                    | Bēr-šuma-iddina                    | Ninurta-apil-ekur – 1171                        | 1077                                                                            |
|                     | | Eru-apla-iddina                    | Aššur-dan I.                                    |                                                                                 |
| Harbe               | Tell Chuera und Umgebung                                                                                         | Sutī'u ?                           | Tukulti-Ninurta I.                              |                                                                                 |
| Hiššutu / Hiššetu   | | Qibi-Šamaš                         | Šulmanu-ašared I.                               | 1077                                                                            |
|                     | | Mari'annu                          | Tukulti-Ninurta I. ?                            | Nachfolger von Qibi-Šamaš                                                       |
| Hurri               | | Aššur-nāṣir                        | ca. Aššur-reš-iši I. bis Tukulti-apil-Ešarra I. | Provinz am Ufer des Hurri Flusses (ša aḫ i7Hurri)                               |
| Husanānu            | |                                    |                                                 | 1077                                                                            |
| Idu                 | wohl Satu Qala am Unteren Zab; früher wurde sie mit Hit oder in dessen Umgebung (Tell Bahije) identifiziert      | Aššur-abuk-aḫḫē                    | ca. Aššur-reš-iši I. bis Tukulti-apil-Ešarra I. | 1077                                                                            |
|                     | | ...šani; König                     |                                                 | zeitliche Einordnung unklar, wohl zwischen 1200 und 1000 v. Chr.                |
|                     | | Abbi-zēri, Sohn des ...šani; König |                                                 | zeitliche Einordnung unklar, wohl zwischen 1200 und 1000 v. Chr.                |
|                     | | Ba'i..., Sohn des Abbi-zēri; König |                                                 | zeitliche Einordnung unklar, wohl zwischen 1200 und 1000 v. Chr.                |
| Isāna               | möglicherweise identisch mit dem heutigen Senn am Westufer des Tigris, nahe dem Zusammenfluss mit dem Großen Zab | Erīb-Aššur                         | ca. Aššur-dan I.                                | Šulmanu-ašared I. renovierte den Adad Tempel der Stadt                          |
|                     | | Marduk-uballissu                   | Tukulti-apil-Ešarra I.                          |                                                                                 |
|                     | | Ubasāju                            | König unklar                                    |                                                                                 |
| Kalḫu               | Nimrud und Umgebung                                                                                              |                                    |                                                 | 1077                                                                            |
| Karānā              | Tell ar-Rimah und Umgebung                                                                                       |                                    |                                                 | 1077                                                                            |
| Kār-Tukultī-Ninurta | Tulul al-ʿAqar                                                                                                   | Uṣur-namkūr-šarre                  | Tukulti-Ninurta I.                              |                                                                                 |
| Katmuḫḫu            | östlicher Tur Abdin                                                                                              | Aššur-šēzibanni                    | Aššur-uballit I.                                | 1077                                                                            |
|                     | | Bēr-išmânni                        | Tukulti-Ninurta I.                              |                                                                                 |
|                     | | Mardukīja                          | ca. Ninurta-apil-ekur                           |                                                                                 |
| Kilizu              | Qaṣr Šemāmok (zwischen Kalhu und Arba'il) und Umgebung                                                           | Ibašši-ilī                         | Aššur-dan I.                                    | 1077                                                                            |
|                     | | Aššur-šallimšunu ?                 | Aššur-reš-iši I.                                |                                                                                 |
| Kulišhinaš          | Tell Amuda und Umgebung                                                                                          |                                    |                                                 | 1077                                                                            |
| Kurda               | möglicherweise Tall Aswad                                                                                        |                                    |                                                 | 1077                                                                            |
| Libbi-āle           | wohl nur die Stadt Aššur selbst                                                                                  |                                    |                                                 | 1077                                                                            |
| Naḫur               | am Ḫābūr | Aššur-kettī-īde                    | Šulmanu-ašared I.                               |                                                                                 |
|                     | | Mele-Saḫ                           | Šulmanu-ašared I. / Tukulti-Ninurta I.          |                                                                                 |
| Nâr-Zuḫini          | | Puššaja                            | Aššur-dan I.                                    |                                                                                 |
| Niḫrija             | in der Gegend von Urfa                                                                                           | Aššur-šēzibanni                    | Aššur-uballit I.                                |                                                                                 |
| Ninua               | | Aššur-šēzibanni                    | Aššur-uballit I.                                | 1077                                                                            |
|                     | | Mudammeq-Marduk                    | ca. Adad-nirari I. bis Tukulti-Ninurta I.       |                                                                                 |
|                     | | Aššur-mudammeq                     | ca. Aššur-nadin-apli                            |                                                                                 |
|                     | | Samēdu                             | ca. Enlil-kudurrī-uṣur                          |                                                                                 |
|                     | | Ninurtāju                          | Aššur-dan I.                                    |                                                                                 |
| Qatni               | am mittleren Ḫābūr                                                                                               | Name abgebrochen                   | Aššur-dan I.                                    |                                                                                 |
| Saḫlala             | | Name abgebrochen                   | Tukulti-Ninurta I.                              |                                                                                 |
| Šadikanni           | Tell ʿAǧāǧa und Tell Maqbarat ʿAǧāǧa sowie deren Umgebung                                                        | Kidin-Ninu'a                       | Aššur-dan I.                                    | Der alternative Name dieser Provinz ist die Obere Provinz (pāḫutu ēlītu).       |
|                     | | ...lim-Marduk                      | Tukulti-apil-Ešarra I.                          |                                                                                 |
| Ša-Silli            | südlich des unteren Zab                                                                                          |                                    |                                                 | 1077                                                                            |
| Šibaniba            | Tell Billa und Umgebung                                                                                          |                                    |                                                 | 1077                                                                            |
| Šimu/i              | vielleicht zwischen Hazir und großem Zab                                                                         |                                    |                                                 | 1077                                                                            |
| Šinamu              | Pornak bei Diyarbakır                                                                                            | Līšur-ṣala-Aššur                   | Aššur-bel-kala                                  |                                                                                 |
| Šudu / Šūda         | in der Nähe des Ḫābūr                                                                                            | Kiditû ?                           | ca. Aššur-reš-iši I.                            | 1077                                                                            |
| Šuduhu              | | Kidin-Sîn                          | Tukulti-Ninurta I.                              | identisch mit Šudu / Šūda ?                                                     |
| Šumēla              | |                                    |                                                 | 1077                                                                            |
| Ta'idu              | Tell al-Hamidiya und Umgebung                                                                                    | Mušallim-Šamaš                     | König unklar                                    | 1077                                                                            |
|                     | | Sîn-balāssu-ēriš                   | Aššur-dan I.                                    |                                                                                 |
| Talmuššu            | nördlich von Ninive                                                                                              | Erīb-Marduk                        | Tukulti-Ninurta I.                              | 1077, Šulmanu-ašared I. renovierte den Ištar-Tempel der Stadt                   |
|                     | | Sîn-zēra-iddina                    | Tukulti-apil-Ešarra I.                          |                                                                                 |
| Turšan              | nordwestlich von Nuzi, am Unteren Zab                                                                            |                                    |                                                 | 1077                                                                            |
| Tuttul              | Tall Bi'a bei Ar-Raqqa                                                                                           | Aššur-šuma-uṣur                    | Tukulti-Ninurta I.                              |                                                                                 |

## Provinzen des neuassyrischen Reichs
| Provinz                  | Lage                                                                 | Gouverneur | König                                  | Bemerkungen |
| ------------------------ | -------------------------------------------------------------------- | ---------- | -------------------------------------- | --- |
| Alzi                     | Am oberen Tigris                                                     |            |                                        | |
| Amedi                    | Oberes Tigristal                                                     |            |                                        | Umfasst Teile von Bit Zamani, Hauptstadt war das heutige Diyarbakır                                                                                                   |
| Bit Haza'ili             | Aram                                                                 |            | 733 unter Tukulti-apil-Ešarra III.     | |
| Du'ru (Dor)              | Grenze im Süden: Der Fluss Yarkon, Grenze im Norden: Der Berg Karmel |            | 734 v. Chr.                            | |
| Gal'aza (Gilead)         | Transjordanien, Balqa und Jebel 'Ajlun                               |            | 733/732 unter Tukulti-apil-Ešarra III. | Unter Assurhaddon in die Provinzen Gilead im Süden und Hamath im Norden unterteilt (Forrer 1920)                                                                      |
| Gidir, Gadora (et-Tell)  | Israel, nördlich von Tâb'el                                          |            |                                        | |
| Hamâth,                  | Tell el-'Ammata, Wadi Rajib                                          |            |                                        | |
| Harhar                   | Im Zagrosgebirge                                                     |            | Sargon II.                             | |
| Haurim (Hauran)          | Transjordanien                                                       |            | 733/732 unter Tukulti-apil-Ešarra III. | |
| Hilakku                  | Kilikien                                                             |            |                                        | |
| Ḫubuškia                 | Iran                                                                 |            |                                        | |
| Karalla                  |                                                                      |            | Sargon II., 713                        | Ehemals Mannai, Einwohner teilweise deportiert |
| Kišesim                  | Zagros, westliches Medien                                            |            | Sargon II.                             | |
| Kulimmeri                | Nordöstlich von Diyarbakır                                           |            |                                        | Ehemals Šubria |
| Kullani                  |                                                                      |            | Tukulti-apil-Ešarra III.               | vermutlich Unqi (Amuq) |
| Manşuāti                 |                                                                      |            | 732 v. Chr.                            | |
| Provinz des ''masennu''  | Teile von Kumme und Ulluba (Cizre-Ebene)                             |            |                                        | Letzteres wurde unter Tukulti-apil-Ešarra III. 738 nach einer aramäischen Rebellion gegen Kumme erobert. Es wurden zahlreiche Deportierte aus der Levante angesiedelt |
| URAMagidu                | Megiddo                                                              |            |                                        | |
| Namri                    | Iran                                                                 |            |                                        | |
| Pulua,                   | Oberer Tigris                                                        |            |                                        | |
| Qarnini                  | Transjordanien                                                       |            | 733/732 unter Tukulti-apil-Ešarra III. | Hauptstadt war Qarnaim |
| URASamerina              | Samaria                                                              |            |                                        | |
| Şīdūnu                   | Sidon, Phönizien                                                     |            | 676 v. Chr.                            | |
| Schubria                 | Oberer Tigris                                                        |            |                                        | |
| Tâb'el, KUR Ta-ab-i-la-a | Transjordanien, westlich von Ammon                                   |            |                                        | (Hebräisch Tob'el, Aramäisch Tab'el) |
| Tuschan                  | Oberes Tigristal (Nirdun), Teile von Bit Zamani                      |            | Assur-Nasirpal II. 882 v. Chr.         | Die Hauptstadt war das gleichnamige Tuschan (Ziyaret Tepe, 10 km östlich von Bismil)                                                                                  |
| Upummu                   | Nordöstlich von Diyarbakır                                           |            |                                        | Ehemals Šubria |
| Zamua                    | Medien                                                               |            |                                        | |